# Henry Seiling
Pour les articles homonymes, voir Seiling.
Henry Seiling (Wisconsin, mai 1872 - ?) fut un ancien athlète et tireur à la corde américain. Il a participé aux Jeux olympiques de 1904 et remporta la médaille d'or avec l'équipe américaine Milwaukee Athletic Club.